# Taujėnai
Taujėnai (ryska: Тауенай) är en ort i Litauen. Den ligger i den centrala delen av landet, 90 km norr om huvudstaden Vilnius. Taujėnai ligger 77 meter över havet och antalet invånare är 322.
Terrängen runt Taujėnai är mycket platt. Runt Taujėnai är det ganska glesbefolkat, med 28 invånare per kvadratkilometer. Närmaste större samhälle är Ukmergė, 16,6 km söder om Taujėnai. Trakten runt Taujėnai består till största delen av jordbruksmark.